# Праведники народов мира в Северной Македонии
Праведники народов мира в Северной Македонии — жители Северной Македонии, спасавшие евреев в период Холокоста, которым присвоено почётное звание «Праведник народов мира» израильским Институтом Катастрофы и героизма «Яд ва-Шем».
Такие звания присвоены 10 македонцам.

## Ход событий
До Второй мировой войны территория Северной Македонии была частью Королевства Югославия. В апреле 1941 года Северная Македония была оккупирована болгарской армией. Болгария была союзником нацистской Германии, в ней действовали антисемитские законы, которые ужесточались с течение времени.
Ранним утром 11 марта 1943 года все еврейское население Скопье, Битола и Штипа было арестовано болгарской полицией под надзором СС. 7215 евреев были доставлены во временный лагерь для интернированных в Скопье. Их продержали в плену 11 дней в тесных и грязных условиях на четырёх складах табачной компании «Монополь» в Скопье, затем перевезли на румынскую границу на Дунае, а оттуда поездом в лагерь смерти Треблинка в оккупированной Германией Польше. Избежать депортации смогли лишь несколько десятков человек, никто из депортированных не выжил.
Спасение уцелевших стало возможным благодаря помощи македонцев, укрывавших жертв преследования от полиции.

## Список
| Имя                                                              | Номер   | Год присвоения звания | Место спасения          | Информация о подвиге |
| ---------------------------------------------------------------- | ------- | --------------------- | ----------------------- | --- |
| Борис и Васка Алтипармак макед. Boris & Vaska Altiparmak         | 4433    | 28 ноября 1989        | Битола                  | Укрывали в своём доме братьев Соломона и Сами Садикарио, а также Альберта Русо во время облав на евреев в Битоле в период болгарской оккупации во время Второй мировой войны. |
| Смилян Чекада макед. Smiljan Cekada                              | 11707 2 | 9 марта 2010          | Скопье, Янжева, Летница | В качестве церковного иерарха открыто выступил против преследования евреев Скопье и прятал по крайней мере пятерых еврейских детей.                                           |
| Тодор и Пандора Хаджи-Митков макед. Todor & Pandora Hadzi-Mitkov | 1036    | 19 февраля 1976       | Скопье                  | Прятали Моше Фрэнсиса и его семью в Скопье во время облав на евреев в период болгарской оккупации                                                                             |
| Трайко и Драница Рибаревы макед. Trajko & Dragica Ribarev        | 1036.1  | 29 апреля 1976        | Скопье                  | Прятали Моше Фрэнсиса и его семью в Скопье во время облав на евреев в период болгарской оккупации                                                                             |
| Стоян Сильяновски макед. Stojan Siljanovski                      | 4433.1  | 1989                  | Битола                  | Участник антифашистского подполья, укрывал 5 еврейских девушек, в том числе Эстер Овадия, в Битоле.                                                                           |
| Александер и Блага Тодоровы макед. Aleksandar & Blaga Todorov    | 1766    | 1980                  | Скопье                  | Укрывали Аарона и Ривку Бехар в Скопье во время облав на евреев в период болгарской оккупации                                                                                 |